# NGC 4787
NGC 4787 este o galaxie lenticulară situată în constelația Părul Berenicei. A fost descoperită în 3 aprilie 1867 de către Heinrich Louis d'Arrest. Se află la o distanță de 111 megaparseci de Pământ.